# Manuel Cuña Novás
Manuel Cuña Novás (Pontevedra, 1924-1992) és un escriptor i polític gallec.
Va passar la infància a Pontevedra, fins al període republicà, en què la seva família es trasllada a Ciudad Real, on els sorprèn la Guerra Civil. Amb el final de la guerra el seu pare s'exilia, i ell torna a Galícia. Comença a escriure poesia al final de la seva adolescència. Posteriorment contreu matrimoni amb Josefina i té dos fills, un d'ells el poeta Jorge Cuña Casasbellas. En aquesta època estableix amistat amb el poeta Virgilio Nóvoa Gil. El 1951 viatja a França, on escolta i aprèn de Jean-Paul Sartre, Albert Camus, Edith Piaf, Paul Éluard o Arthur Rimbaud i descobreix autors alemanys com Hölderlin i Rainer Maria Rilke. El 1952 publica Fabulario Novo, amb el qual es va crear una nova tendència en la lírica gallega que es va denominar Escola da Tebra (Escola de la Tenebra), molt acostada a l'existencialisme.
Afiliat al Partido Socialista Obrero Español, membre d'Izquierda Socialista, va ser senador per la província de Pontevedra entre 1982 i 1992.

## Obres
- Frauta na noite, (1947)
- Fabulario Novo (primera edició 1952)[2]
- Mar de Otra Luz[3]
- Canto e fuga da irmandade sobor da terra e da morte, (1976)[4]
- Contribucions a la revista Litoral i all Diario de Pontevedra, del qual era redactor de taula.[5]